# Monocorophium tuberculatum
Monocorophium tuberculatum is een vlokreeftensoort uit de familie van de Corophiidae. De wetenschappelijke naam van de soort is voor het eerst geldig gepubliceerd in 1934 door Clarence Raymond Shoemaker.